# Ока (оперативно-тактический ракетный комплекс)

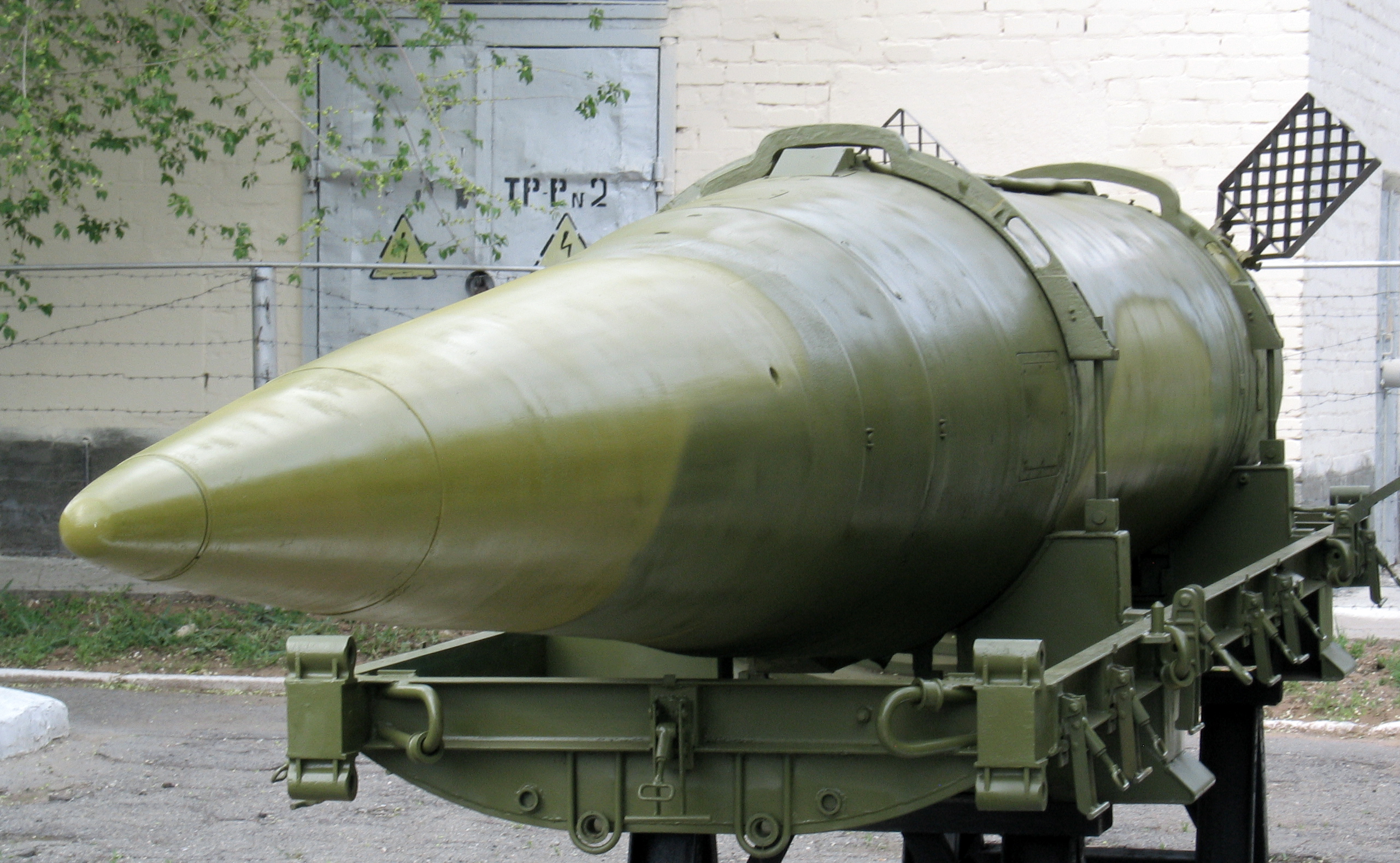
Ракета 9М714 комплекса 9К714 «Ока» в музее полигона «Капустин Яр», г. Знаменск

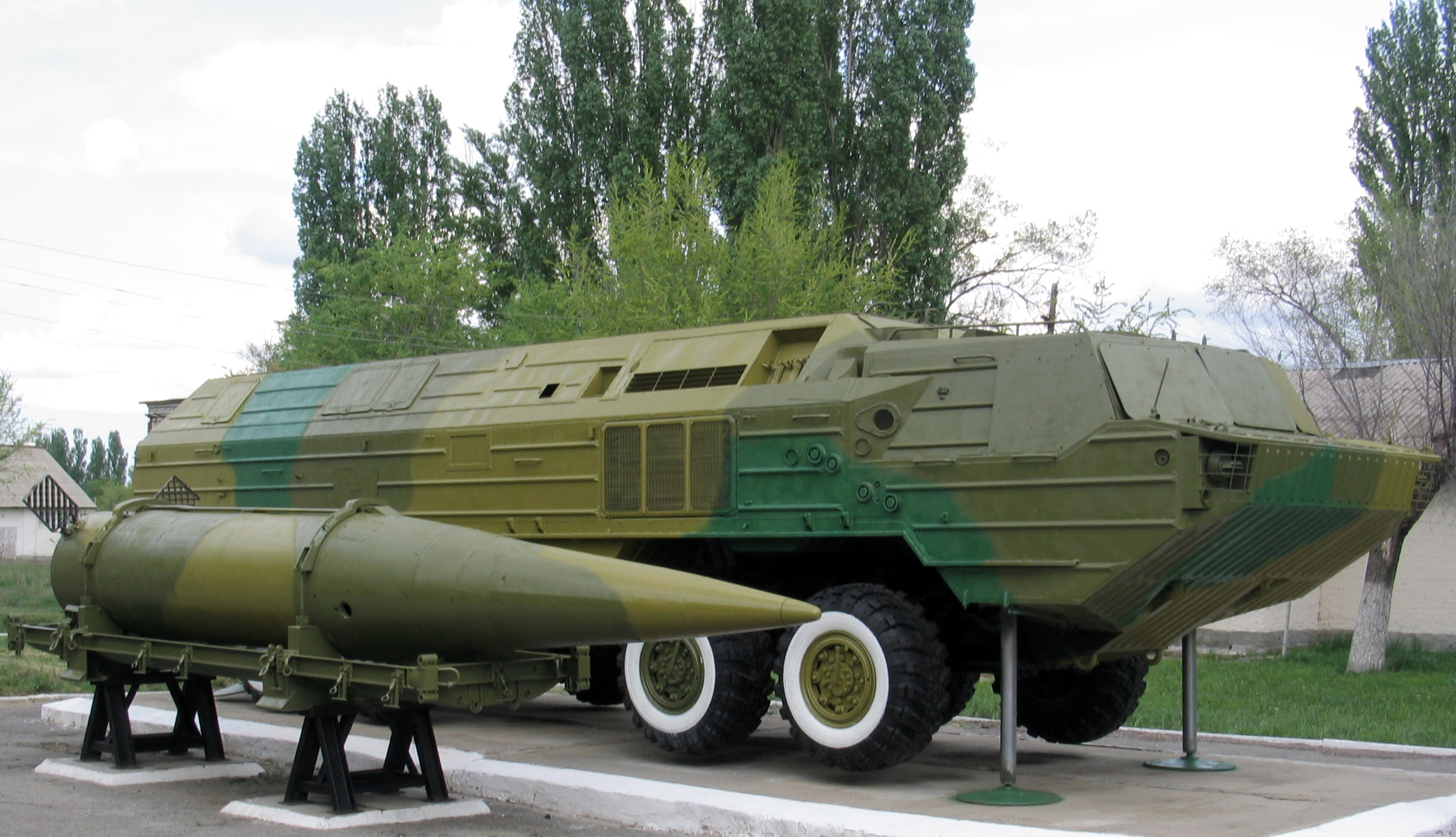
Баллистическая ракета 9М714 и самоходная пусковая установка 9П71 оперативно-тактического ракетного комплекса 9К714 «Ока» в музее полигона "Капустин Яр", г. Знаменск

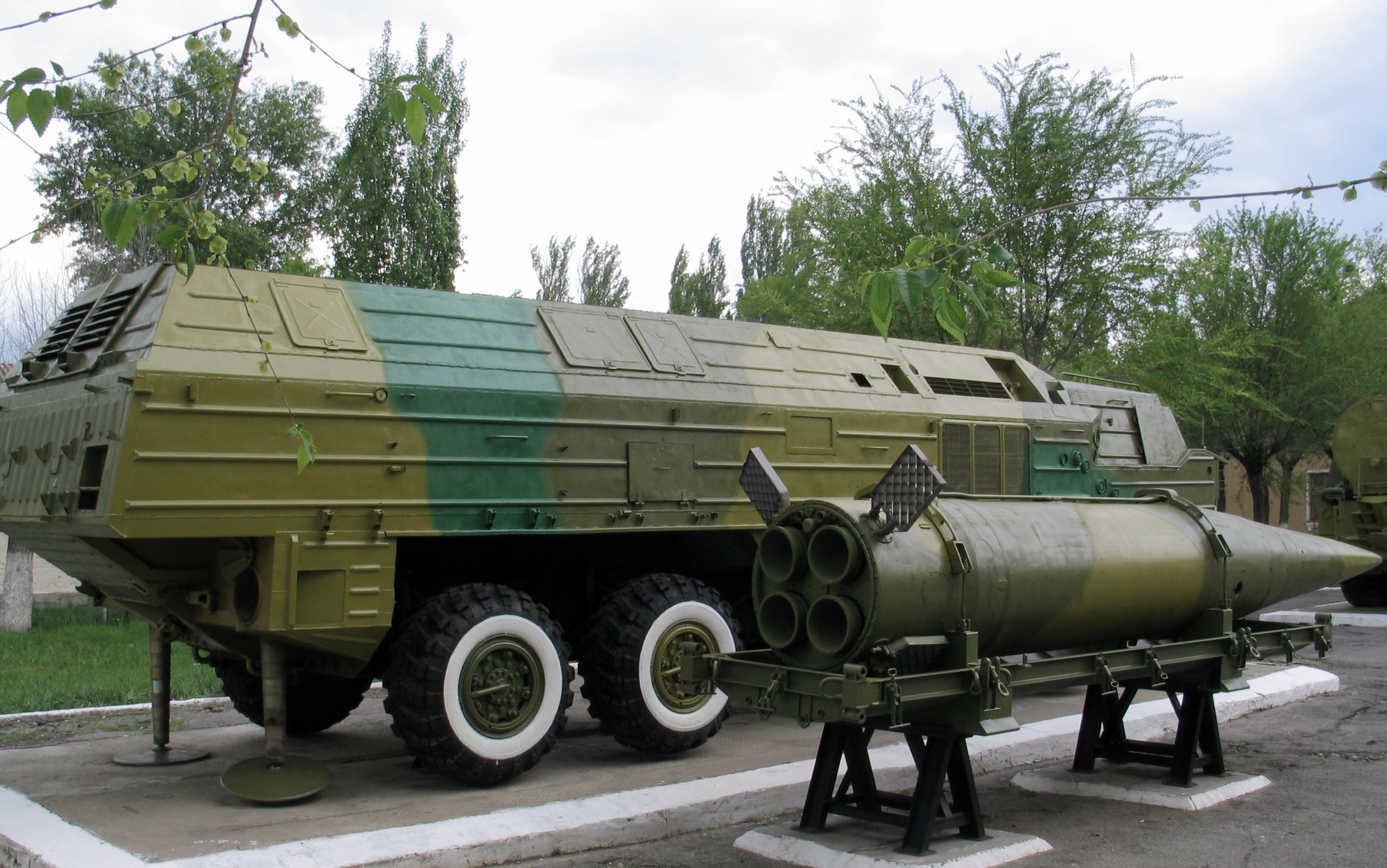
Баллистическая ракета 9М714 и самоходная пусковая установка 9П71 оперативно-тактического ракетного комплекса 9К714 «Ока» в музее полигона "Капустин Яр", г. Знаменск

«Ока́» (ОТР-23, индекс ГРАУ 9K714, по классификации НАТО SS-23 Spider (с англ. — «паук»)) — советский оперативно-тактический ракетный комплекс разработки Коломенского КБ машиностроения под руководством Сергея Павловича Непобедимого

## История создания
Разработка армейского ракетного комплекса «Ока» началась в середине 1970-х годов в КБМ под руководством Непобедимого С. П.. Комплекс предназначался для замены ракетного комплекса 9К72 «Эльбрус».
Лётные испытания комплекса начались пусками в 1978 году на полигоне Капустин Яр. Государственные испытания проводились в 1977—1979 году, во время которых были осуществлены пуски 26 ракет. На государственные испытания были поставлены 3 СПУ, 2 ТЗМ и 2 ТМ, тренажёр и технологическое оборудование. Комплекс принят на вооружение в 1980 году.

## Состав комплекса
ОТР-23 представляет собой одну пусковую установку, которая полностью автономна, способна преодолевать любое бездорожье, в том числе вплавь и водную преграду, легко и надёжно маскируется.
Её можно перебросить в любую точку земного шара — по воздуху, железнодорожным и морским транспортом.
Комплекс предназначался для скрытной подготовки и нанесения эффективных ракетных ударов по малоразмерным и площадным целям (ракетным комплексам, реактивным системам залпового огня, дальнобойной артиллерии, авиации на аэродромах, командным пунктам и узлам связи, важнейшим объектам промышленной инфраструктуры, по базам и арсеналам).

### Ракета
Твердотопливная ракета 9К714 была выполнена по одноступенчатой схеме и оснащалась отделяемой головной частью. В ракете использовалась инерциальная система управления. Для повышения точности попадания на комплексе «Ока-У» использовалась коррекция по данным радиолокационной головки самонаведения. Ракета оснащалась как обычными головными частями, так и ядерной, мощностью 10-50 кт. Замена головных частей на стартовой позиции производилась в течение 15 минут. В конце активного участка траектории ракета достигала скорости 4М. Управление осуществлялось с помощью хвостовых решётчатых аэродинамических рулей. Высота наивысшей точки баллистической траектории — 120 км.
Ракета оснащалась комплексом преодоления ПРО (КСП ПРО), созданным в ЦНИРТИ под руководством И. Куприянова. Использование КСП ПРО уменьшало вероятность перехвата зенитными ракетными комплексами. Повышению боевой эффективности также способствовали малое время перехода из походного положения в состояние боевой готовности, автономность комплекса, высокая автоматизация предстартовой подготовки, достаточно высокая эффективность применения обычных головных частей (благодаря круговому вероятному отклонению порядка 30 метров).
Серийный выпуск ракет производился на Воткинском машиностроительном заводе.

#### Варианты боевого оснащения
- 9М714Б — ракета, оснащённая ядерной ГЧ АА-75 (Индекс ГРАУ: 9Н63) с максимальной дальностью действия до 500 км.
- 9М714Ф — ракета, оснащённая ГЧ осколочно-фугасного типа, массой около 450 кг и максимальной дальностью действия до 450 км.
- 9М714К — ракета, оснащённая кассетной ГЧ (Индекс ГРАУ: 9Н74К) массой около 715 кг содержащая 95 суббоеприпасов массой по 3,95 кг. Вскрытие ГЧ происходило на высотах порядка 3000 м, при этом площадь поражения составляла от 80 000 до 100 000 м². Максимальная дальность действия — до 300 км.

В дополнение к указанным типам боевого оснащения, ракета 9М714 могла оснащаться головными частями снаряжёнными химическими отравляющими веществами.

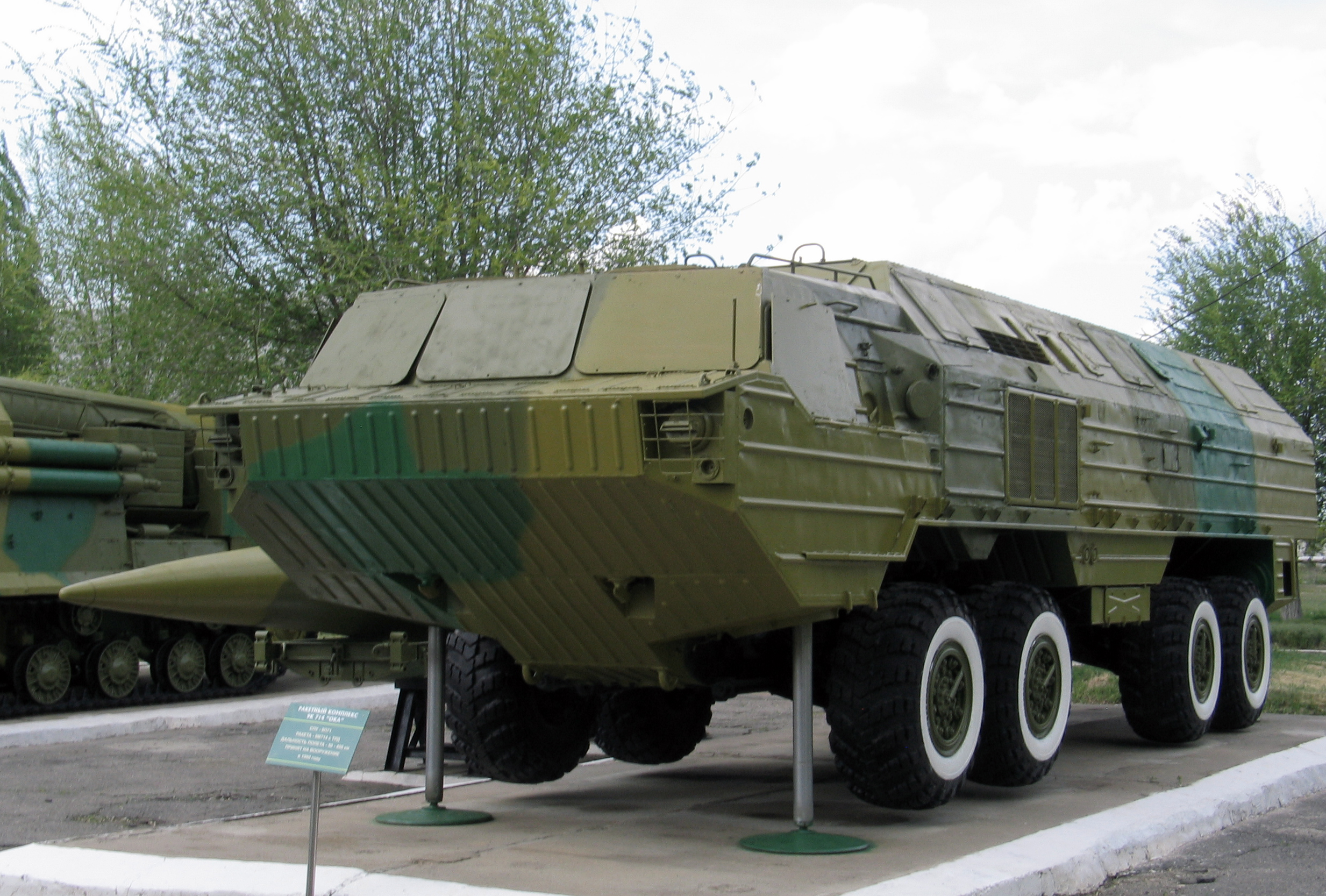
Самоходная пусковая установка 9П71 оперативно-тактического ракетного комплекса 9К714 «Ока» в музее полигона "Капустин Яр", г. Знаменск

### СПУ и шасси
Самоходная пусковая установка (СПУ) 9П71 выполнена на 4-осном плавающем шасси БАЗ-6944, с V-образным двигателем УТД25 мощностью 400 л. с. Шасси изготавливались на Брянском автомобильном заводе. СПУ была разработана СКБ-221, опытные образцы изготавливались на заводе «Баррикады», а серийным производством занимался Петропавловский завод тяжёлого машиностроения им. Ленина (Казахстан). Как и СПУ 9П71, транспортно-заряжающая машина (ТЗМ) 9Т230 выполнялась на самоходном шасси БАЗ-6944. На ТЗМ осуществлялась перевозка двух ракет.
Кабина управления БАЗ-6944 расположена в передней части, за ней расположен моторный отсек, а остальную часть корпуса занимает грузовое отделение. Передача крутящего момента от двигателя осуществлялась посредством трансмиссии, реализующей бортовую схему раздачи потока мощности и состоявшей из пятиступенчатой гидромеханической коробки передач, двухступенчатой раздаточной коробки с межбортовым дифференциалом, карданных передач, бортовых передач и колёсных редукторов. Между колёсами передней и задней тележек устанавливался дифференциальный механизм, исключающий жёсткую кинематическую связь. Шасси оснащалось восемью ведущими колёсами с независимой торсионной подвеской и широкопрофильными шинами переменного давления. Поворотными являлись колёса первой и второй пар. Для преодолевания водных преграды машина оснащалась двумя водомётными движителями.
Расположение ракеты на СПУ открытое, без транспортно-пускового контейнера. Всё стартовое оборудование, средства связи и топопривязки, система прицеливания и испытательно-пусковое оборудование находилось внутри СПУ и обслуживалось расчётом из трёх человек. Время подготовки к пуску с марша составляло менее 5 минут. Прицеливание осуществлялось при горизонтальном положении ракеты и положении шасси с максимальным отклонением в 90 градусов от плоскости стрельбы. Подъём ракеты в вертикальное положение осуществлялся за 20 секунд до пуска.
В комплекс также входила транспортная машина 9Т240, на которой осуществлялась перевозка ракет отдельно от боевой части в специальном контейнере 9Я249. Боевые части перевозились отдельно в контейнере 9Я251.

## Модификации

### «Ока-У»
НИОКР по модернизированному комплексу 9К714У «Ока-У» с ракетой 9М714У (По классификации НАТО KY-19) начаты в 1982 году в КБМ и ЦНИИАГ.
В процессе модернизации ракета оснащалась радиолокационной головкой самонаведения и управляемой боевой частью с аэродинамическими рулями для обеспечения наведения на конечном участке траектории с КВО от цели — порядка 30 метров.
Таким образом, система наведения модернизированной «Оки-У» позволяла управлять полётом ракеты на всём его протяжении.
Также, предполагалось реализовать возможность применения ракеты в составе разведывательно-ударных комплексов с получением целеуказания с удалённого источника информации. То есть, предусматривалась возможность оперативного переприцеливания ракеты на другой объект поражения в ходе её полёта, по командам с самолёта дальней радиолокационной разведки типа «А-50» (по другим данным — с самолёта разведки и целеуказания М-55 «Геофизика») видящего и цель и ракету.
Техническое задание на СПУ и ТЗМ для «Оки-У» КБМ выдало в ЦКБ «Титан» в конце 1982 года. Новые СПУ и ТЗМ были спроектированы на неплавающем шасси БАЗ-69481 (8х8) с двумя двигателями КамАЗ. На самоходной пусковой установке предусматривалось размещение одной ракеты, на транспортно-заряжающей машине — двух. СПУ оснащалась автоматическим основанием АГК и системой вывешивания с винтовыми домкратами. Опытная пусковая установка в 1987 году была направлена на испытания. Однако, принятие договора о ликвидации РСМД, не позволило закончить работу и запустить модернизированный комплекс в производство.

### «Сфера» / «Сфера-М»
Проект геофизической ракеты-носителя разработанный на основе задела по ракетам «Ока» и «Ока-У», впервые демонстрировался в марте 1993 года на одной из аэрокосмических выставок.

## Тактико-технические характеристики

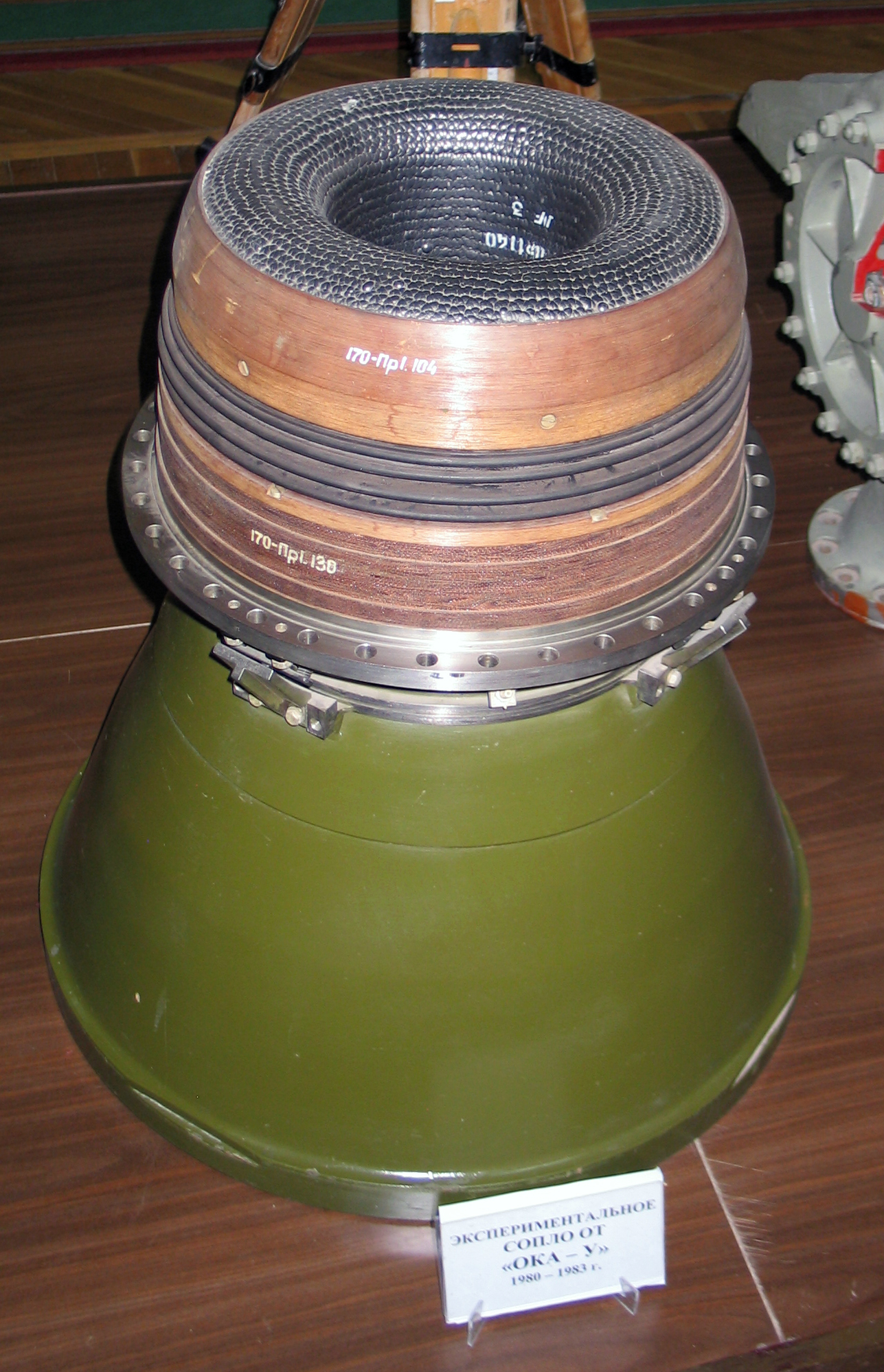
Экспериментальное сопло ракеты комплекса «Ока-У» в музее полигона «Капустин Яр».

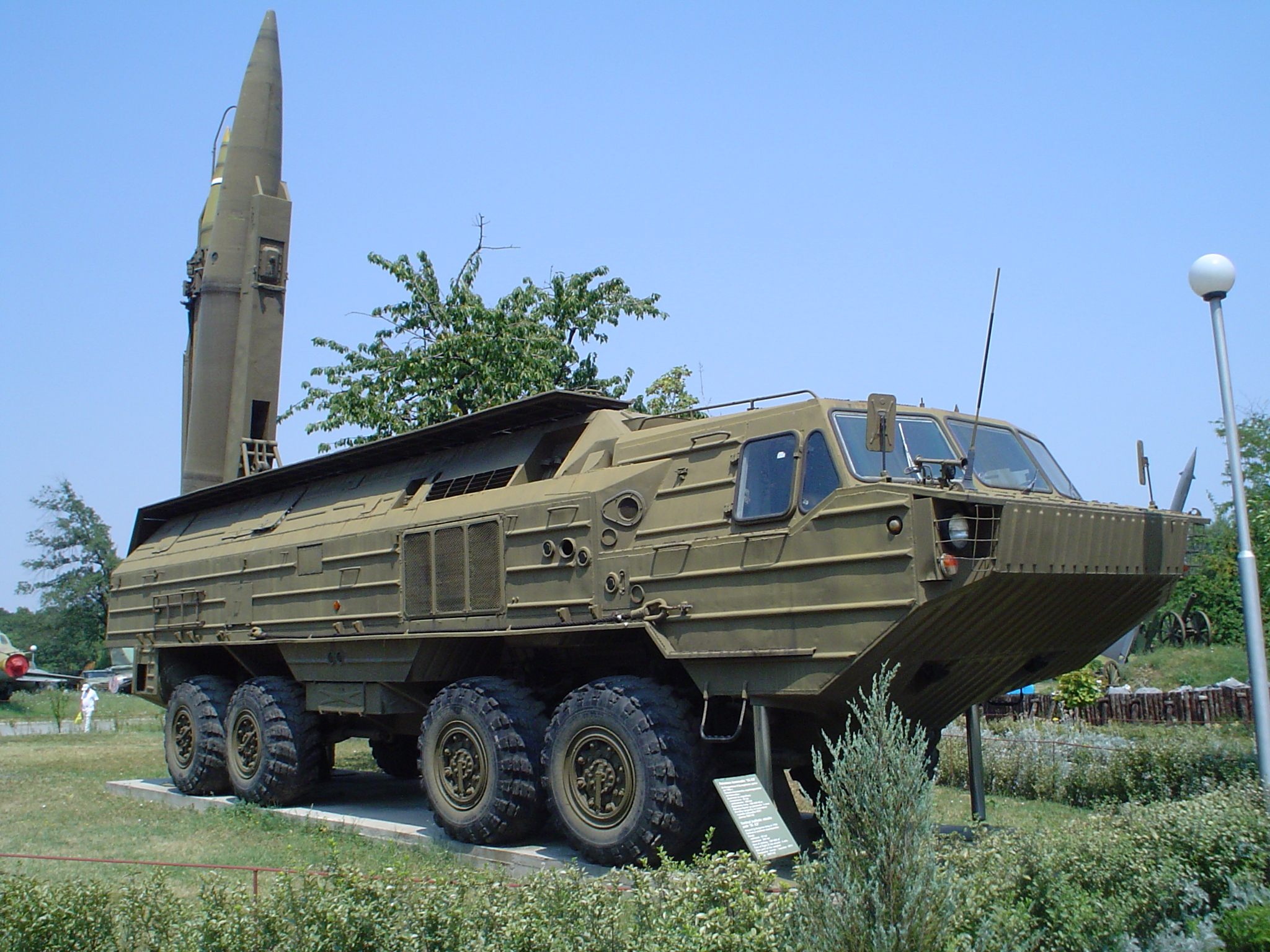
София, Болгария: Музей армии, тактический блок баллистических ракет СС-23, 2007-07-27

| Основные характеристики                                      | Основные характеристики             |
| Ракетный комплекс 'Ока'                                      | Ракетный комплекс 'Ока'             |
| ------------------------------------------------------------ | ----------------------------------- |
| Год принятия на вооружение                                   | 1980                                |
| Разработчик                                                  | КБ машиностроения г. Коломна        |
| Изготовитель                                                 | Воткинский машиностроительный завод |
| Ракета 9M714К/9М714Б                                         |                                     |
| Количество ступеней, шт.                                     | 1                                   |
| Максимальный диаметр, м                                      | 0,970                               |
| Длина, м                                                     | 7,516 / 7,315                       |
| Стартовый вес ракеты, кг                                     | 4630 / 4400                         |
| Вес боевой части, кг                                         | 715 / 375                           |
| Дальность стрельбы, км                                       | 50-400                              |
| Максимальная высота траектории, км                           | 120                                 |
| Точность стрельбы (КВО), м.                                  | 350                                 |
| Максимальная скорость                                        | 2М (на конечном этапе полёта БЧ)    |
| Пусковая установка 9П714/Транспортно-заряжающая машина 9Т230 |                                     |
| Масса, кг                                                    | 29100 / 29985                       |
| Длина, м                                                     | 11,760 / 11,800                     |
| Ширина, м                                                    | 3,130 / 3,000                       |
| Высота, м                                                    | 3,000                               |
| Колёсная формула                                             | 8x8                                 |
| Скорость на суше, км/ч                                       | 65                                  |
| Скорость на плаву, км/ч                                      | 8-10                                |
| Запас хода, км                                               | 700                                 |
| Мощность двигателя УТД-25, л. с.                             | 400                                 |

## Эксплуатанты

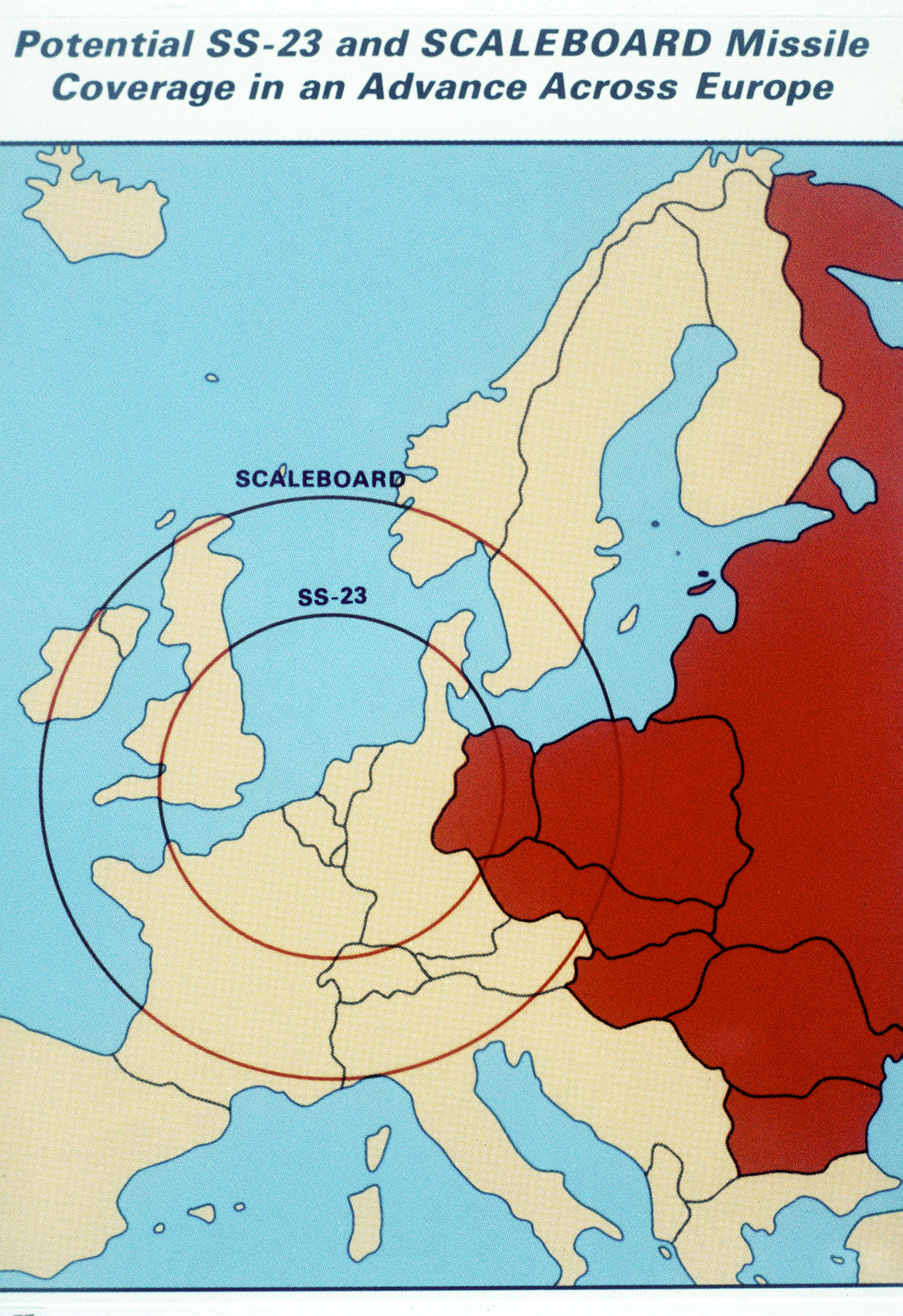
Карта Минобороны США с обозначением зоны действия советских комплексов SS-23 (Ока) и S-12 (Темп-С) при наступлении в западном направлении.

- СССР — ликвидированы в соответствии с договором о ликвидации РСМД от 1987 года (формально не должны были попасть под действие договора).[6][7]. К 1989 году имелось около 100 комплексов в шести ракетных бригадах (189-я гв., 199-я гв., 233-я, 11-я гв., 111-я, 44-я) по 12—18 ПУ в каждой[8].
- Болгария — В 1985—1988 гг. поставлено 8 СПУ и 24 ракет 9М714К. Находились в ракетной бригаде в с. Телиш, возле Плевны. Ликвидированы в 2002—2003 гг.
- ГДР — В 1985—1988 гг. поставлено 4 СПУ и 18 ракет 9М714К. По состоянию на 1992 год — ликвидированы.
- Чехословакия — В 1985—1988 гг. поставлено 4 СПУ и 18 ракет 9М714К. После распада Чехословакии перешли к Чехии и Словакии.
  -  Чехия
  -  Словакия — 6 комплексов находились в 5-м ракетном полку в г. Мартин, в 2000 году правительство Словакии приняло решение уничтожить все комплексы в обмен на финансирование от США[9]. Ликвидированы в 2002 году в соответствии с меморандумом заключённым с США за компенсацию в размере 16 млн долларов. Разборка велась в г. Тренчин.

## Снятие с вооружения и уничтожение

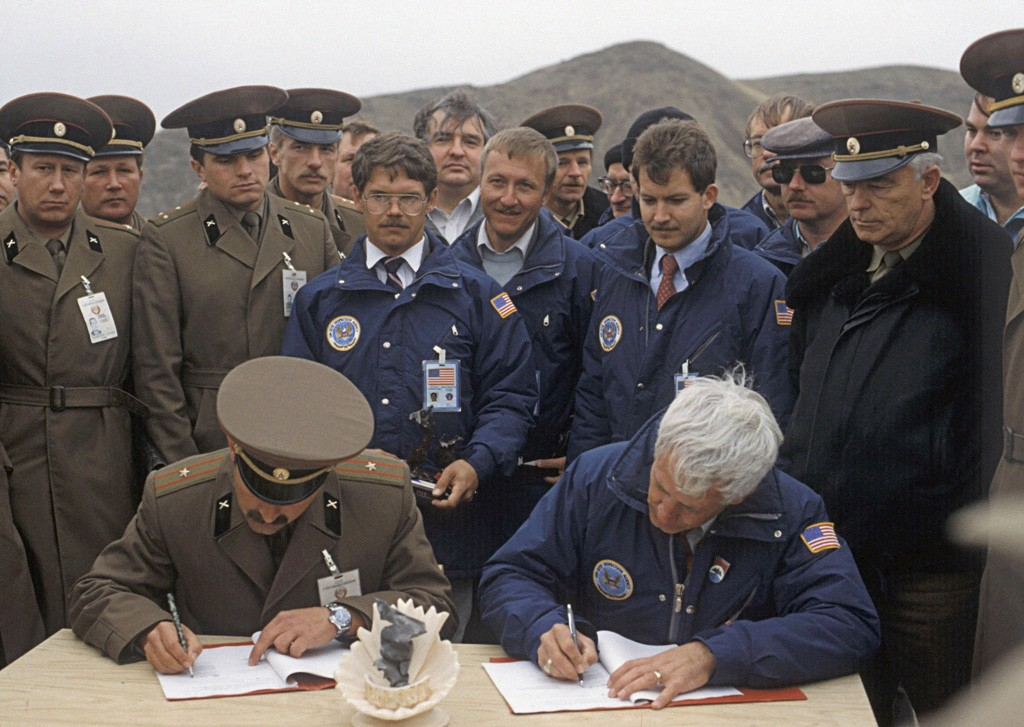
Подписание донесения об уничтожении последних ракет ОТР-23 в соответствии с Договором о ликвидации ракет средней и меньшей дальности. Казахстан, октябрь 1989

Комплекс «Ока» был ликвидирован СССР после подписания Договора по ликвидации ракет средней и малой дальности с США (1987), хотя формально под условия договора не подпадал, так как имел дальность пуска до 400 км.
В соответствии с этим общепринятым критерием комплекс не должен был попасть в число ограничиваемых систем, однако был включён в перечень сокращаемых по договору вооружений волевым решением руководства СССР (М. С. Горбачёва).
В 1987 году после подписания этого договора были прекращены также испытания усовершенствованного комплекса «Ока-У». После распада Варшавского договора, 18 ракет осталось в Германии (к тому времени уже объединённой), столько же — в Болгарии, около десятка — в Словакии и четыре — в Румынии. США легко договорились с Германией об их уничтожении. Переговоры с Румынией и Словакией затянулись. До осени 1998 года, пока в Братиславе у власти оставался Владимир Мечьяр, Словакия не хотела отказываться от своих ракетных амбиций. Только после смены руководства и объявлении о намерении вступить в НАТО комплексы были уничтожены к 2002 году. В 2003 году Болгария уничтожила последние 8 ПУ и 24 ракеты.